# Eduard Spörri
Eduard Hubertus Spörri (* 21. Januar 1901 in Wettingen; † 1. Juli 1995 ebenda) war ein Schweizer Bildhauer.

## Leben
Spörri entstammte einer Bildhauerfamilie. Sein Grossvater, Vater und Onkel führten eine Bildhauerwerkstatt in Wettingen.
Von 1917 bis 1919 besuchte er die Kunstgewerbeschule in Zürich und absolvierte gleichzeitig eine Lehre bei dem Bildhauer Turo Rossi in Locarno, die er 1920 abschloss. In den Jahren von 1921 bis 1923 belegte er in München Kurse bei Joseph Wackerle an der Kunstgewerbeschule und bildete sich zwei weitere Jahre an der Akademie der Bildenden Künste bei Hermann Hahn weiter. Hier kam er mit dem Schaffen von Adolf von Hildebrand und Wilhelm Lehmbruck in Berührung, welche ihn als Vorbilder prägten. Im Jahr 1924 übernahm er die väterliche Werkstatt in Wettingen, gab diese jedoch zugunsten der künstlerischen Bildhauerei wieder auf.
Ein Studienpreis der Eidgenossenschaft (1929) ermöglichte ihm eine Studienreise nach Rom und Neapel. Ein weiteres Eidgenössisches Kunststipendium diente der Finanzierung eines Aufenthaltes in Paris in den Jahren 1931 und 1932. Hier begann Spörris Verehrung für Aristide Maillol und Auguste Rodin, welche nun auch seinen Stil zu prägen begannen.
Im Jahr 1929 heiratete er Rosa Bachofner, die ihm für etliche Frauenfiguren Modell stand. Walter Huser war der Schwager von Spörri.

## Ausstellungen (Auswahl)
- 1927: Grosse Deutsche Kunstausstellung, Düsseldorf
- 1936: 20. Biennale Venedig
- 1938: Exposition Internationale des Beaux-Arts, Venedig
- 1948: Ausstellung mit Ernst Gubler in der ETH Zürich
- 1961: Ausstellung mit Eugen Maurer im Kunsthaus Aarau
- 1976: Ausstellung im Museum zu Allerheiligen Schaffhausen
- 1991: Ausstellung im Kunsthaus Aarau mit seinen Künstlerfreunden
- 2001: Gedenkausstellung zum 100. Geburtstag im Gluri-Suter-Huus, Wettingen
- 2019: Retrospektive,  Ausstellung im Museum Eduard Spörri, Wettingen

## Werke

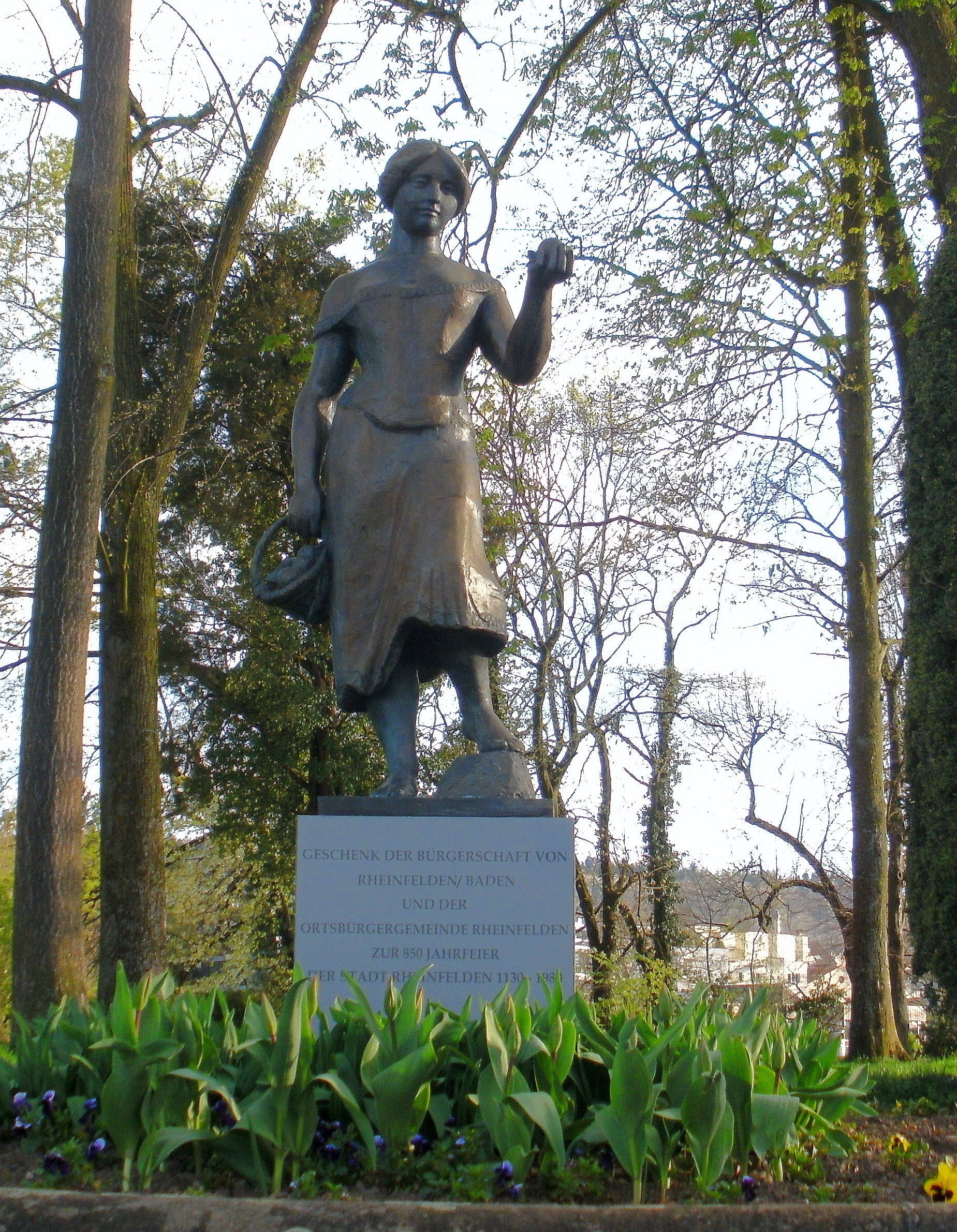
Bronzeskulptur Judith (nach der Figur aus dem Roman Der grüne Heinrich von Gottfried Keller) auf der alten Rheinbrücke von Rheinfelden

Eduard Spörri war im Kanton Aargau einer der wichtigsten Bildhauer seiner Zeit. Dementsprechend finden sich viele seiner Werke in Wettingen und im Bezirk Baden. Im öffentlichen Raum im Kanton Aargau stehen über 80 plastische Arbeiten  bei Schulhausanlagen, Kulturinstitutionen, Sakralbauten und weiteren Orten des öffentlichen Interesses. 

### Auswahl
- 1938/1939: Grosse Badende, Aarau, Kasinopark
- Relief am Dorfbrunnen von Wölflinswil
- 1954: Zwyssigdenkmal, im Hof des Klosters Wettingen
- 1957: Die Sinnende, Bronzeplastik in Schöftland
- 1959: Auswanderbrunnen, beim Rössliplatz, Rothrist
- 1971: Winzerin, Bronze, Wettingen, Brückenkopf beim Bahnhof[2]; zweites Exemplar in Brugg
- 1982: Liegende, Bronze, Wettingen, Parkanlage beim Rathaus[2]
- (vor) 1980: Judith, beim Inseli auf der alten Rheinbrücke zwischen Rheinfelden AG und Rheinfelden (Baden)
- 1982/1985: Gottfried-Keller-Denkmal, Glattfelden
- 1984: Flösser, Bronzeplastik auf der Zollbrücke über die Reuss zwischen Windisch und Gebenstorf

### Bilder

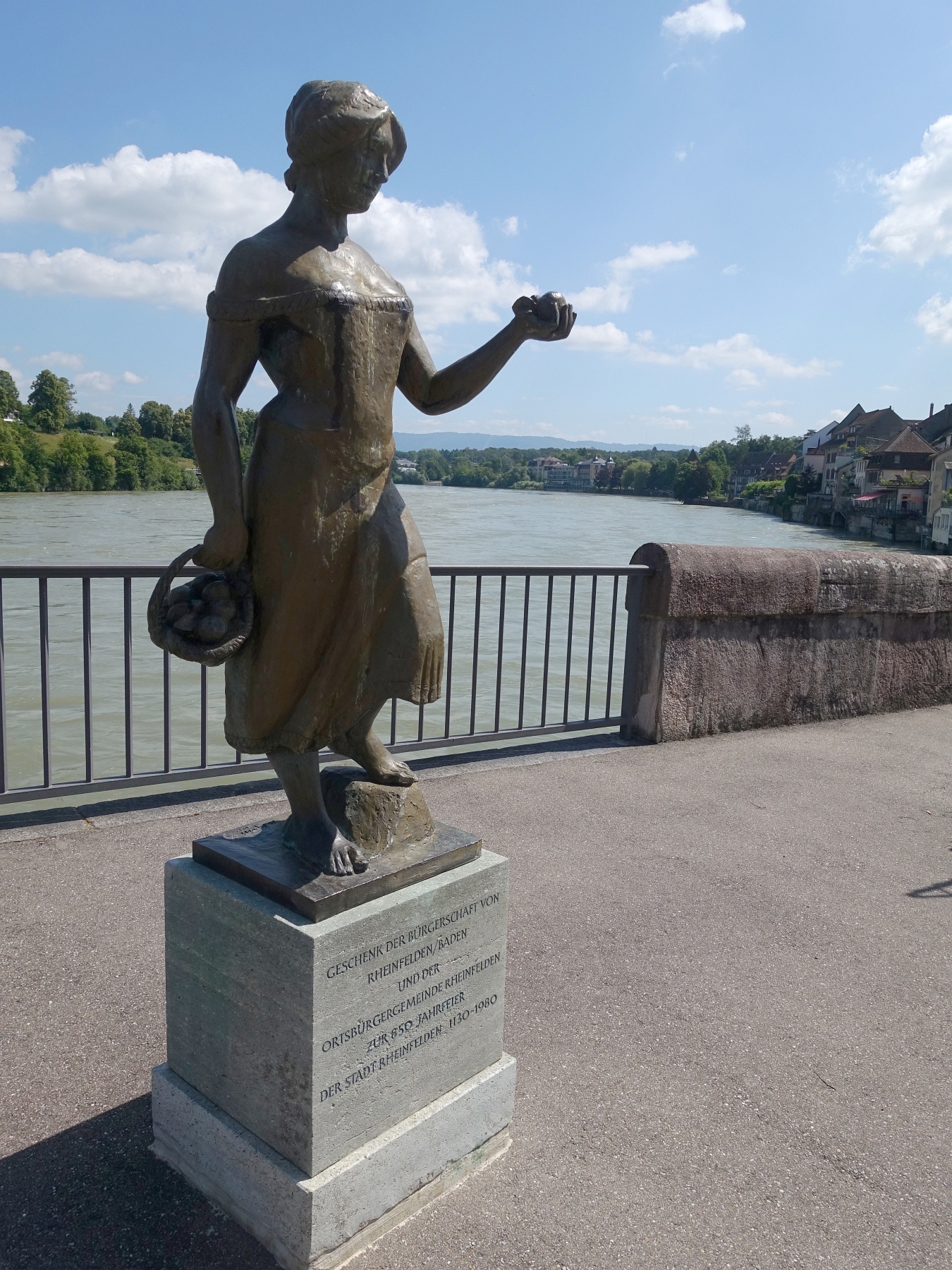
Skulptur Judith auf der alten Rheinbrücke.
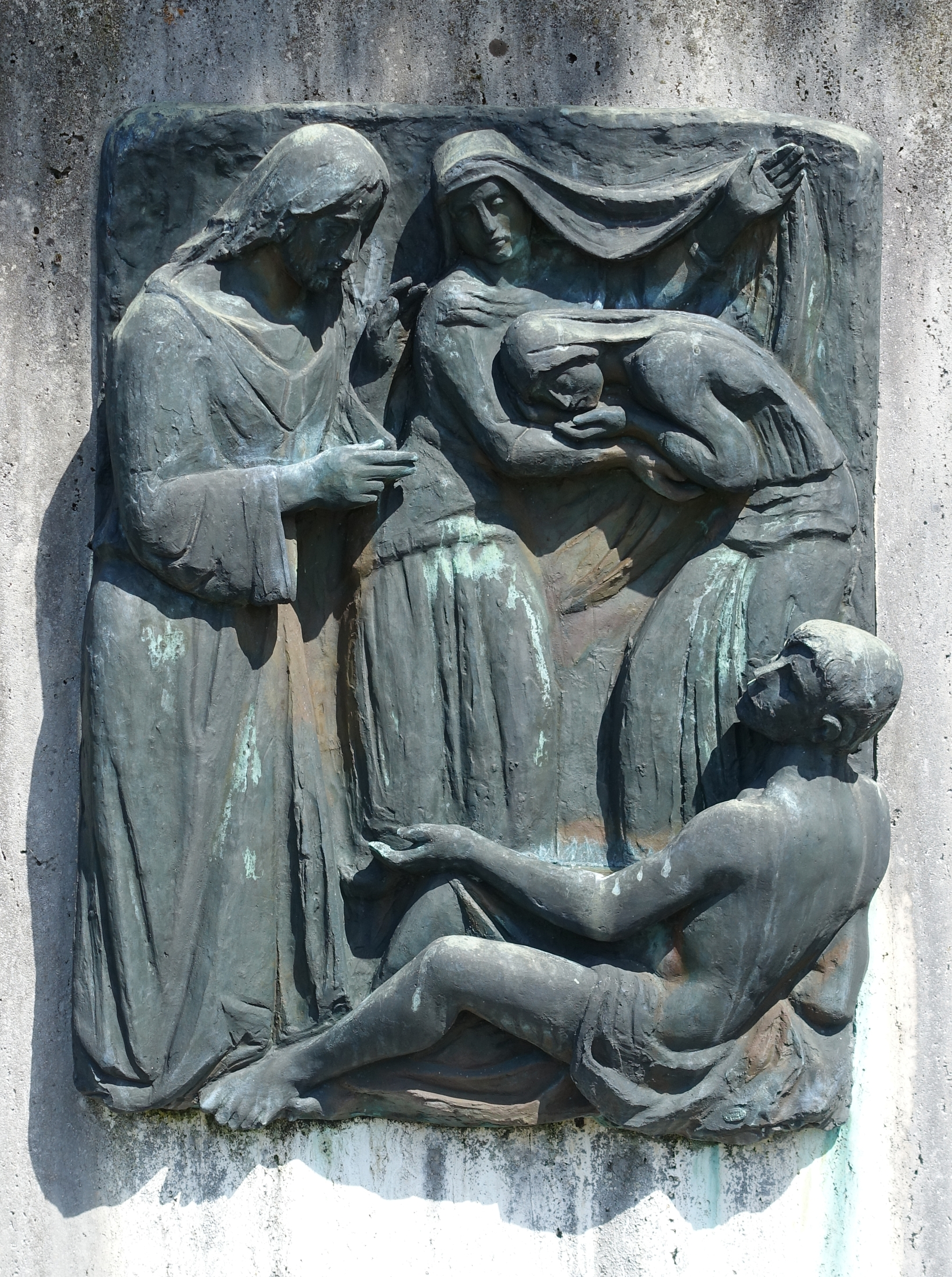
Grabrelief auf dem Friedhof am Hörnli
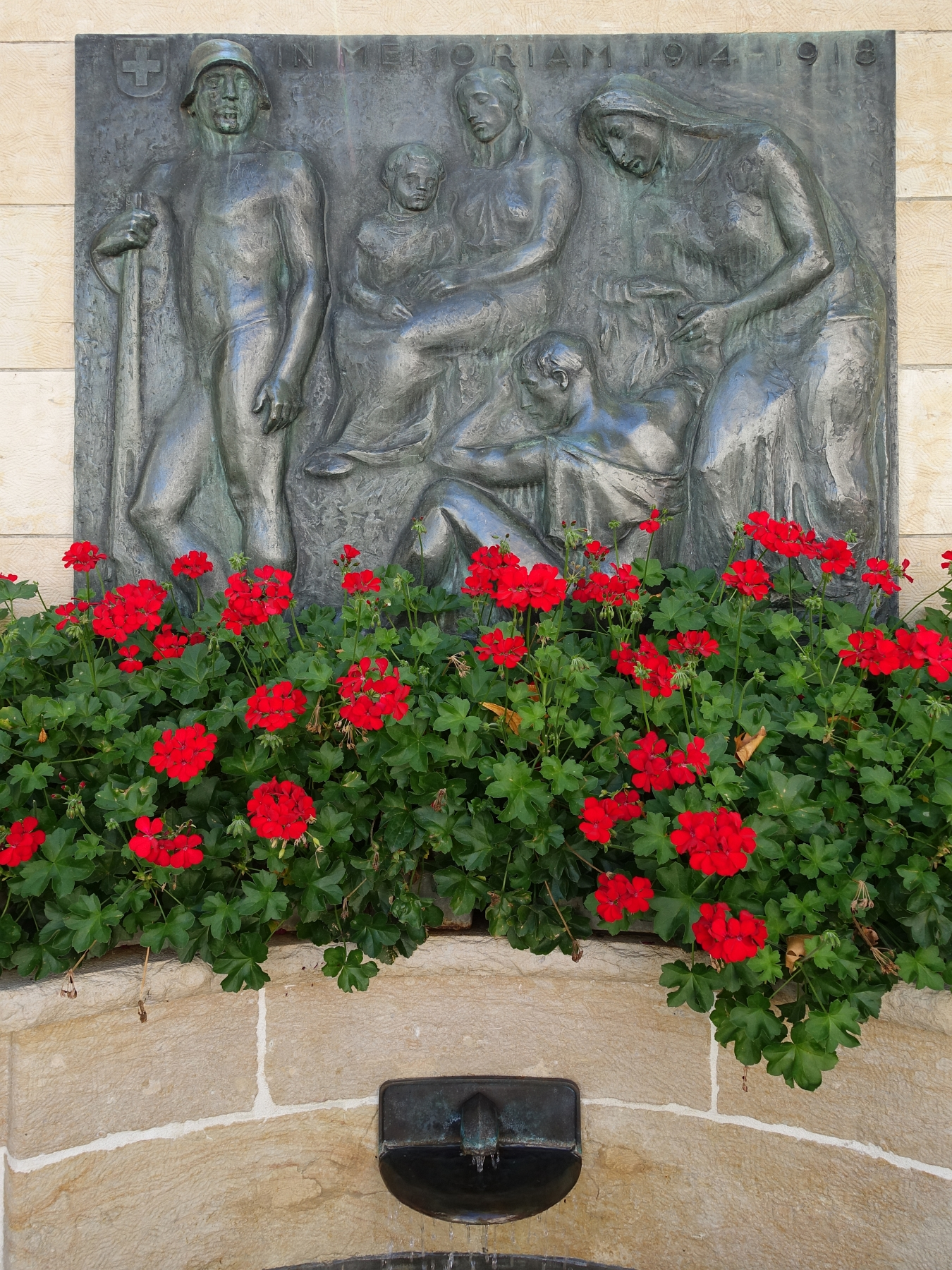
Gedenktafel 1914–1918. Kirchplatz in Rheinfelden
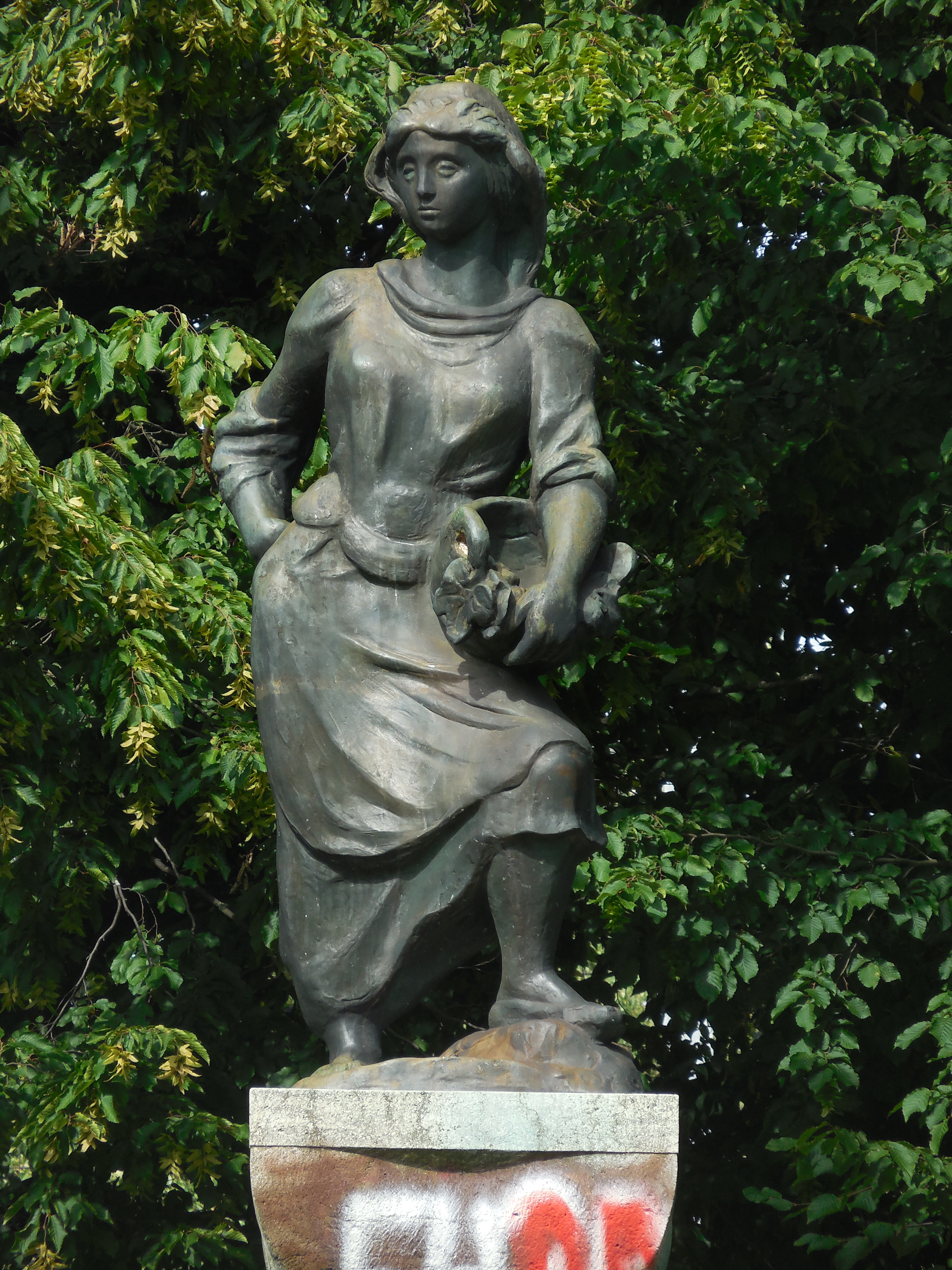
Winzerin, auf der Brücke von Wettingen nach Neuenhof
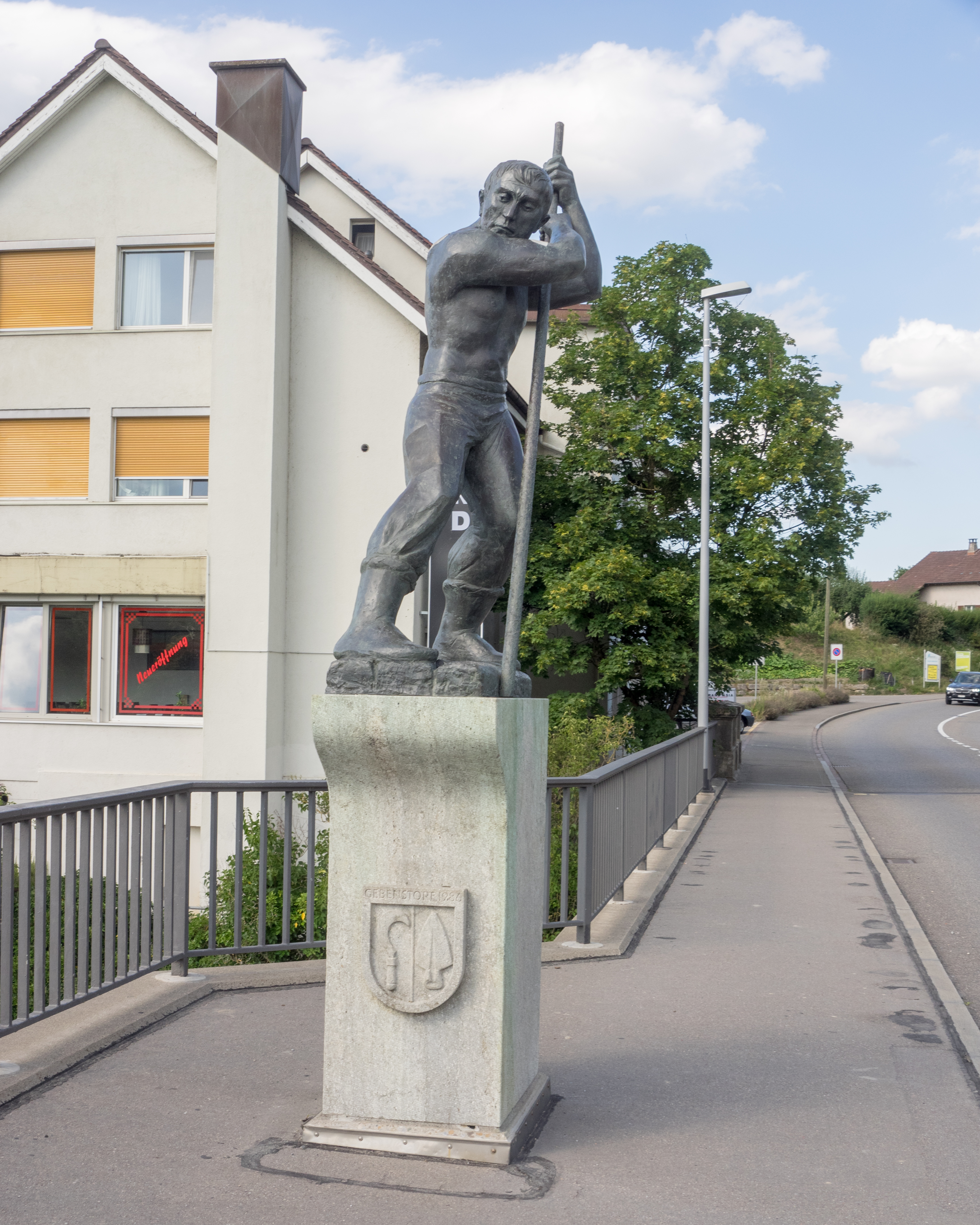
Flösser, auf der Reussbrücke von Gebenstorf nach Windisch
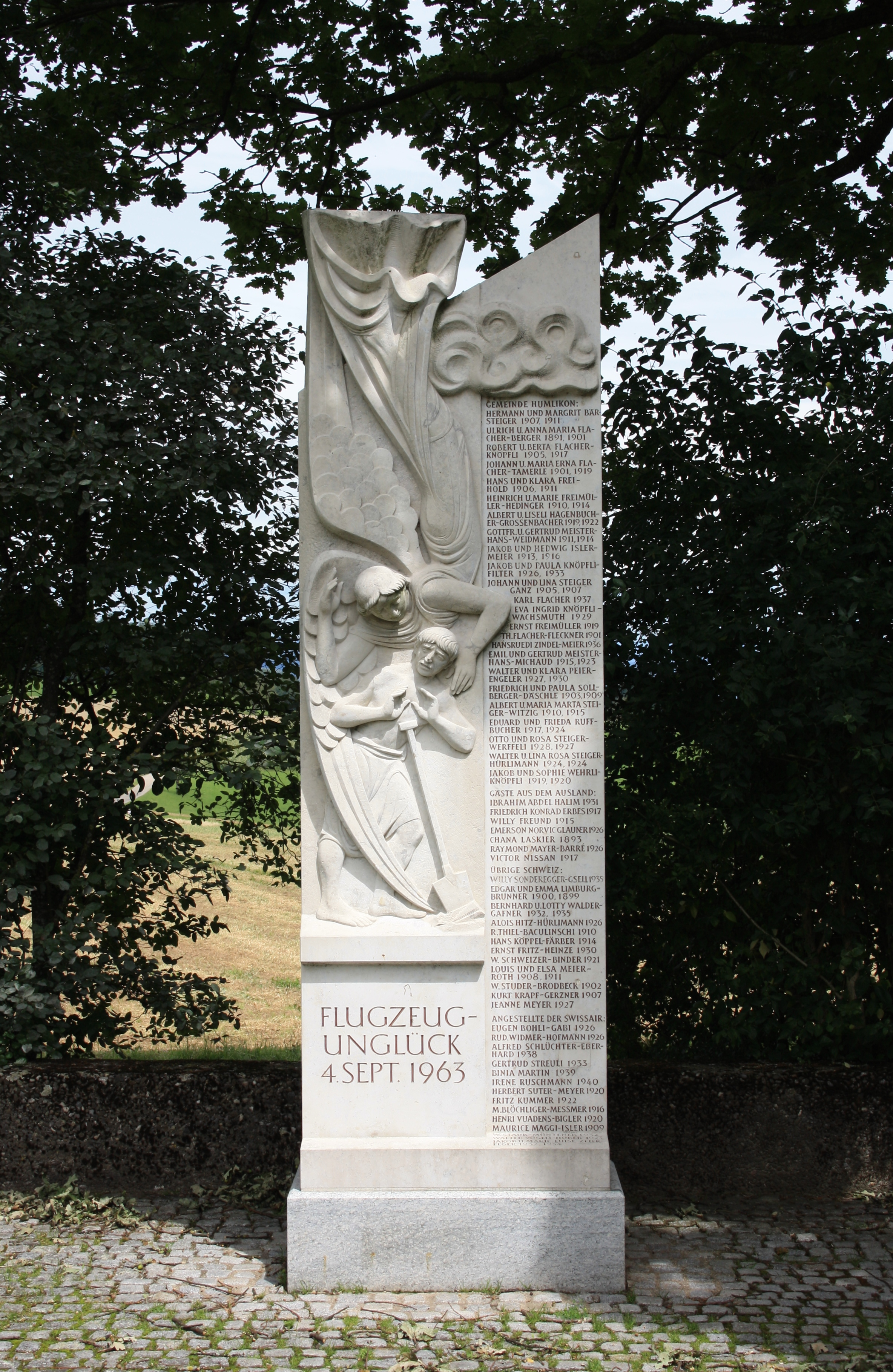
Gedenkstein zur Erinnerung an den Flugzeugabsturz vom 4. Sept. 1963 in Dürrenäsch